# Charles de Beistegui
Pour les articles homonymes, voir Beistegui.
Charles de Beistegui, né Carlos de Beistegui e Yturbe le 31 janvier 1895 à Paris et mort le 17 janvier 1970 à Montfort-l'Amaury (Yvelines), est un décorateur et collectionneur d'art français.
Petit-fils de propriétaires de mines d'argent mexicaines d'origine basque, qui furent obligés de fuir ce pays après l'échec du règne éphémère de l'empereur Maximilien en 1867, il était à la tête d'une importante fortune, et eut une occupation essentielle tout au long de son existence : la mettre en scène.
Il est le quasi-homonyme de son oncle Carlos de Beistegui (1863-1953), également grand collectionneur d'œuvres d'art et donateur en 1942 d'une importante collection de peintures au musée du Louvre.

## Biographie

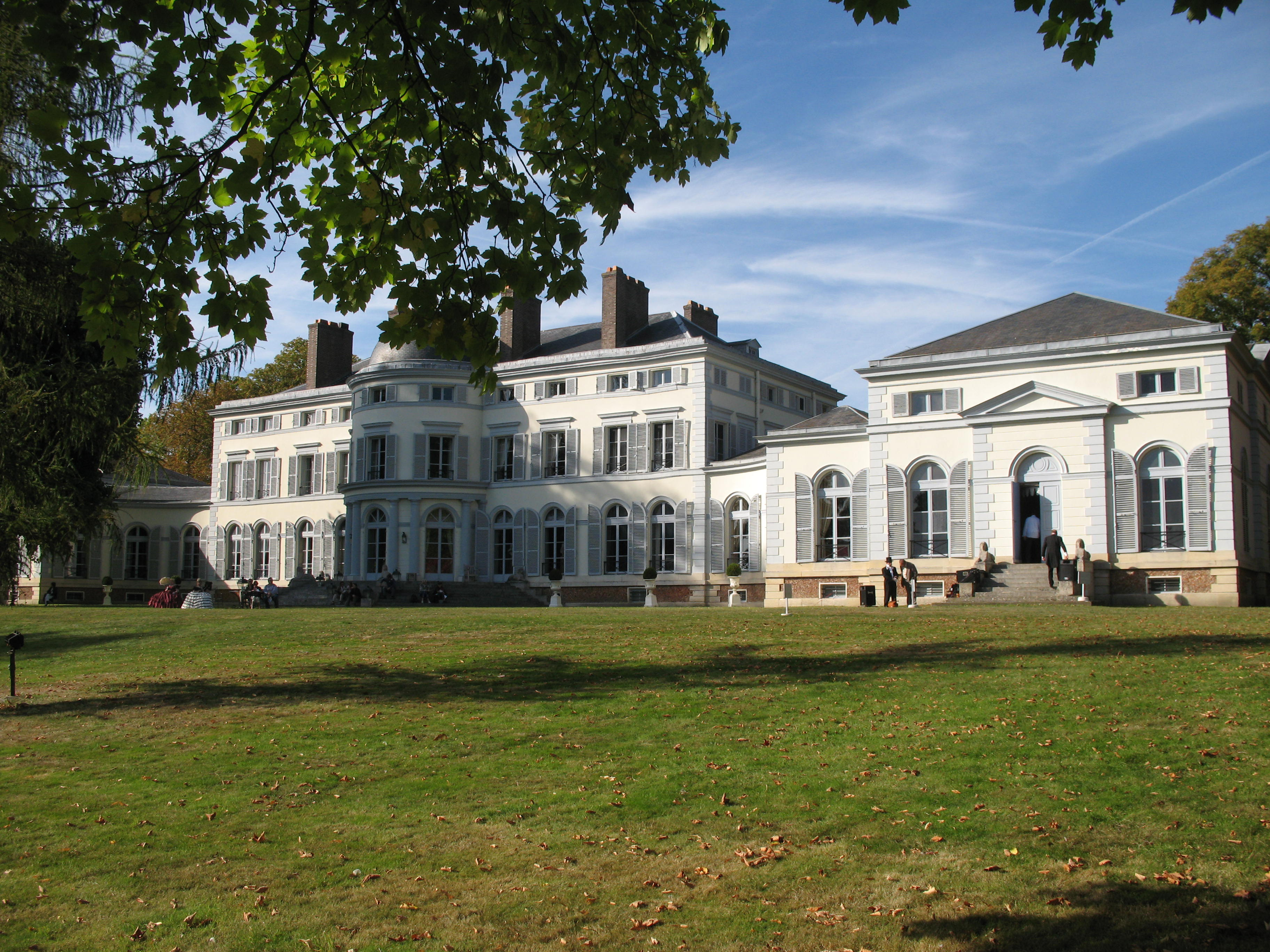
Montfort-l'Amaury : le château de Groussay.

Charles de Beistegui est le fils de Juan Antonio de Beistegui, ancien ministre plénipotentiaire de la République mexicaine à Madrid, et de María Dolores de Yturbe ; son prénom à l'État-civil est bien Charles et non Carlos ; ses amis le désigneront sous le diminutif anglo-saxon de « Charly ». Son grand-père avait fait fortune au Mexique dans les mines d'argent.
Né au domicile de ses parents, à Paris, 57, avenue d'Iena, Charles de Beistegui fait ses études au collège d'Eton et s'apprêtait à les continuer à l’université de Cambridge quand éclata la Première Guerre mondiale. Il revint alors chez ses parents, et partagea sa jeunesse entre Madrid, Biarritz et Paris, où sa famille possède un hôtel particulier donnant sur l’Esplanade des Invalides.
Charles de Beistegui s'intéresse d’abord à l'architecture moderne, en commandant en 1929 à Le Corbusier la construction d'un appartement au sommet d'un immeuble situé sur les Champs-Élysées. Cet appartement n'était pas destiné à être habité, mais à servir de cadre à des fêtes.
Beistegui conçoit lui-même le décor des pièces de réception et des terrasses. Il souhaite des cheminées baroques, des commodes rococo, des sièges Napoléon III, des statues et des lustres vénitiens qui contrastent avec la sobriété des espaces corbuséens, en se donnant la vocation de susciter des présences extraordinaires, comme les éléments hétéroclites d’un rêve. Cette décoration « surréaliste » marque son époque et inspire notamment à Jean Renoir[réf. nécessaire] le décor de l'hôtel du marquis de La Chesnaye dans La Règle du jeu.
Bientôt lassé par cet appartement, Beistegui en tira cette conclusion : « L'homme qui pense moderne est démodé ». À la recherche d’un architecte qui épouserait ses vues, il le trouve en la personne d’Emilio Terry. Il projette alors, sinon d’édifier un château, du moins de faire l’acquisition d’un bâtiment ancien qu'il pourrait réaménager de fond en comble : ce fut le château de Groussay à Montfort-l'Amaury, aux environs de Paris, acheté en 1938. Beistegui y conçoit une sorte de maison de famille idéale, en empruntant aussi bien à l'Italie, à la Russie, à la France, à l'Angleterre du XIXe siècle, avec cette nostalgie cosmopolite qui lui est particulière. Son art de la composition et son soin du détail peuvent se comparer à ceux d'un metteur en scène de théâtre ou de cinéma. Christian Bérard s’en inspire, à son tour, en créant le décor du film de Jean Cocteau, L'Aigle à deux têtes.
Témoin, Roger Peyrefitte rappelle que « lorsqu'il n'était pas à Groussay, il résidait dans le somptueux palais Labia, à Venise, acquis en  1948, surchargé de tentures magnifiques, avec des fresques de Tiepolo, où se pressait également la fleur de la société italienne et internationale. Lorsqu'il avait envie de voyager, il entraînait ses amis dans de grandes tournées en Europe ».
Il fit réaliser par Alexandre Serebriakoff une série d'aquarelles représentant les aménagements du château de Groussay, et "le bal du siècle" au palais Labia, qui furent réunies en deux albums en  1956;  deux d'entre elles - de dimensions différentes - représentant d'une part sa chambre (présumée) au palais Labia (1947), d'autre part  le théâtre de Grousssay (1956), figurèrent à une vente aux enchères publiques à Versailles le 1er juin 2025 (la 1ère est reproduite dans "La Gazette Drouot" n°20 et 21, des 23 et 30/05/2025).
Beistegui voulait obstinément se « souvenir » dans un monde où l'amnésie devenait la norme. Il acquit le palais Labia avec la volonté de rendre vie à une civilisation européenne détruite par deux guerres successives et par une conception radicale de la modernité. C’est pourquoi la restauration du palais et l’apothéose du bal qui l’inaugura en 1951, programment une manière de « plan Marshall » à une échelle imaginaire et ludique. Là encore, l’événement marque durablement son époque. Il suggère à Alfred Hitchcock la scène du bal costumé de To Catch a Thief (La Main au collet) et à Orson Welles une autre scène de bal dans Dossier secret.
Victime de plusieurs attaques cérébrales et handicapé, de Beistegui vend son palais vénitien en 1964 pour se replier à Groussay. Néanmoins, quelques mois avant sa mort en janvier 1970 au château de Groussay, il projette encore de donner une dernière fête dans son château, qu'il avait fait agrandir, notamment d'un théâtre, et parsemer son parc de « folies ». Le sculpteur Constantin Papachristopoulos, dit Costi, collaborateur du décorateur Emilio Terry, réalisa notamment le théâtre interne et, dans le parc, le "théâtre de verdure" avec cinq statues inspirées de la commedia dell'arte, et une "tente tartare".
Précurseur de la postmodernité[réf. nécessaire], Beistegui ne cessa jamais de créer des décors et d’en faire la signature de son style de vie.
Il est également l'auteur de la décoration de l'hôtel particulier où résidait sa famille, rue de Constantine, à Paris, ainsi que de la bibliothèque de l’ambassade de Grande-Bretagne, rue du Faubourg-Saint-Honoré, à Paris.

### Le «Bal du siècle»

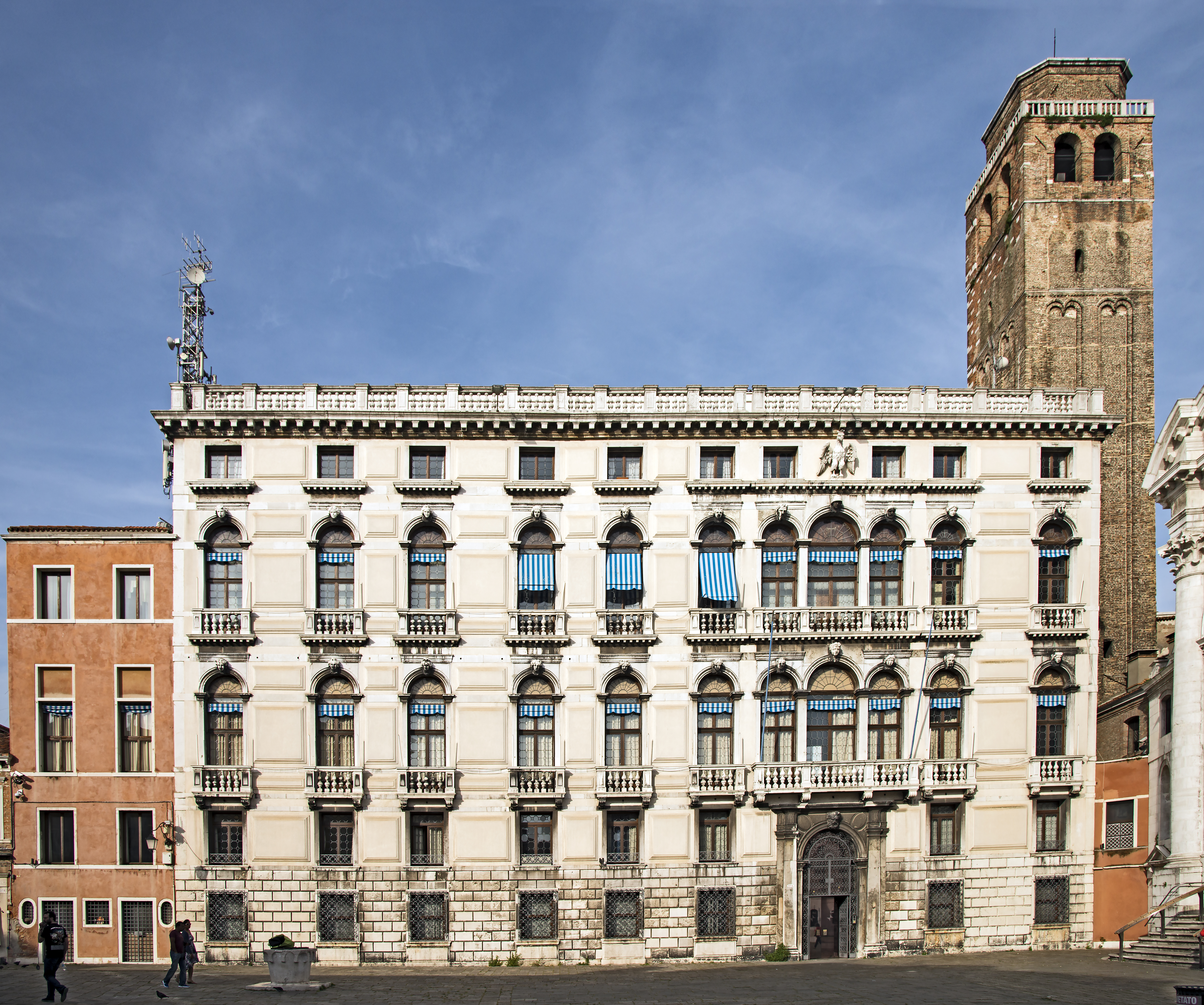
Venise : le palais Labia sur la Campo San Geremia.

Le 3 septembre 1951, Beistegui donne au palais Labia, célèbre pour ses fresques de Tiepolo, le fameux bal costumé connu depuis sous le nom de « Bal du siècle ».
La soirée, l'une des plus fastueuses de l'après-guerre, réunit environ 1 500 invités costumés, dont Orson Welles, Salvador et Gala Dalí, Alexis de Redé, le marquis de Cuevas, Barbara Hutton, Leonor Fini, l'Aga Khan, etc. Cependant, Winston Churchill déclina l'invitation.
Robert Doisneau, Cecil Beaton et André Ostier furent les photographes de la soirée.
Jacqueline de Ribes y apparaît dans une robe blanche de style XVIIIe créée par elle-même, pour elle et deux amies de sa mère.
Le sculpteur grec Constantin Papachristopoulos dit Costi participa à la décoration du palais et à l'organisation du bal. Le peintre Alexandre Serebriakoff a peint une série d’aquarelles représentant différents moments du bal (cf."Connaissance des Arts"  n°627- mai 2005, p 77); certains costumes étaient l'œuvre de Salvador Dalí, de Christian Dior, de Nina Ricci, de Jacques Fath et de Pierre Cardin, alors débutant ; une photographie du bal par Robert Doisneau a été publiée dans "Vogue" puis dans l'ouvrage Robert Doisneau (Filipacchi, 1984).
Le prince Jean-Louis de Faucigny-Lucinge écrivit en se remémorant l'événement :

« Beistegui décida de donner la Fête des Fêtes sur le thème le plus logique en ces lieux : la Venise de Longhi et de Casanova, et de lui réserver l'ampleur d'un spectacle de cour. Il en fut ce qu'il espérait. […] Les invités étaient venus de tous les coins de l'Europe, de Lady Clementine Churchill au vieil Aga Khan, en passant par les plus belles princesses romaines ou napolitaines. […] Car Carlos de Beistegui tenait aux références : nom, talent, beauté, notoriété, et — j'ajoute — amitié, car c'était un ami très fidèle. »

Jean Cocteau s'est également intéressé à l'évènement :

« Bal de Venise. Beistegui n'avait pas invité la méchante fée : le journalisme. Donc, son bal est un désastre et il a plu. La vérité c'est qu'il n'a pas plu et que le bal était une réussite. Le peuple de Venise adore les fêtes et applaudissait les costumes. […] Beistegui avait refusé huit millions des Américains pour filmer le bal. »

Paul Morand, qui avait été invité au bal, évoque l'œuvre de Beistegui dans Venises :

« Palais aux fresques si renommées en leur temps que Reynolds et Fragonard avaient fait le voyage de Venise pour les copier (...) L'histoire des Labia : un demi-siècle de puissance outrageante, de vaisselle d'or jetée par les fenêtres, de murs vierges confiés au talent de Tiepolo, de Zugno, de Magon, de Diziani ; ruinés par Napoléon, les Labia avaient cédé l'édifice (...). Notre fastueux ami B. avait décidé de tenir tête au temps ; reconstituer un palais, c'est dire non au gouffre, c'est comme d'écrire le Temps perdu. Son œuvre terminée, B. s'en désintéressait. »

Deborah Devonshire : 
"(...) avec Andrew (Cavendish, 11ème duc de Devonshire, son époux) je fus assez chanceuse pour y être conviée. Je me souviens de Jacques Fath (qui) portait une coiffe en plumes d'autruche plus grande que lui; Daisy Fellowes apparut déguisée en "allégorie de l'Amérique au XVIIIème siècle" d'après la fresque de Tiepolo qui orne le mur de l'escalier de la résidence du prince-évêque de Wurzburg  (...) son page avait été teint en  marron de la tête aux pieds. Sa robe était une immense corolle de mousseline de soie - flots de tissu avec ce motif léopard qui allait devenir à la mode et qui fait toujours fureur (...). Au palais une fresque de Tiepolo représente (Marc-) Antoine et Cléopâtre (...) notre hôte décida que Diana Cooper aurait le rôle (...). Beistegui offrit du vin, de la nourriture et des divertissements aux citoyens de Venise sur le campo devant le palais (...) un Français de noble extraction s'amusa énormément au milieu de cette foule escaladant des mâts pour décrocher des poulets et des jambons" (Les humeurs d'une châtelaine anglaise - 2001, pages 242 à 244 de l'édition de poche Payot et Rivages de 2007).
Adrien Goetz, historien d'art: 
"Ce soir il ouvrait au monde son chef-d'oeuvre, son palais restauré avec une fantaisie absolue (...) ce soir il inventerait un style". ("Qui se souvient du bal du siècle ?" dans Intrigue à Venise 2012, pages 218 à 229). 

### La vente du palais
En 1964, Charles de Beistegui vendit le palais Labia à la RAI, qui y installa son siège régional.
Maurice Rheims, qui fut chargé de la vente aux enchères publiques du mobilier rassemblé par Beistegui dans le palais vénitien, en avril 1964, l'évoque ainsi :

« Et de la bouche de ce Mexicain qui, sa vie durant, rêva d'être pris pour un Grand d'Espagne, ne sortaient plus que des propos soldeurs : à vendre, à vendre, à vendre (...). Parvenu au centre de la salle d'apparat décorée du haut en bas par Tiepolo, il balaya d'un geste la reine de Troie et le dieu Vulcain : « Que cela aussi disparaisse ! » Il ne voulut rien entendre et me livra le palais (...). 700 objets dont il souhaitait tirer 300 millions de lires, que nous adjugeâmes pour bien plus du double et qui, me révéla-t-il, ne lui avaient guère coûté plus de 100 millions. »

Deux grands tableaux de Zugno en provenant ont été remontés dans la galerie d'entrée du Palais Brandolini à Venise. ("L'Œil du décorateur - Les plus belles demeures d'Europe...", tome II, Julliard, 1968, p. 65, reprod.)
Témoignage plus littéraire, celui de Paul Morand dans Venises, pour qui le bal marqua la fin d'une époque :

« M. R. (Maurice Rheims) savait que toute possession humaine n'est jamais qu'un entrepôt (...). Sous (son) marteau d'ivoire, toute une vie d'amateur s'évaporait : les objets n'ont pas de maître (...). Au-dessus, la cohue des déesses peintes à fresque pour toujours, désormais maîtresses d'un Labia désert, au rire éternel (...). Sous les voûtes nues, en marbre d'Istrie, se répercutait : plus personne... Funérailles d'une vie, non pas de grand collectionneur, mais de grand amateur. »

### À propos du personnage

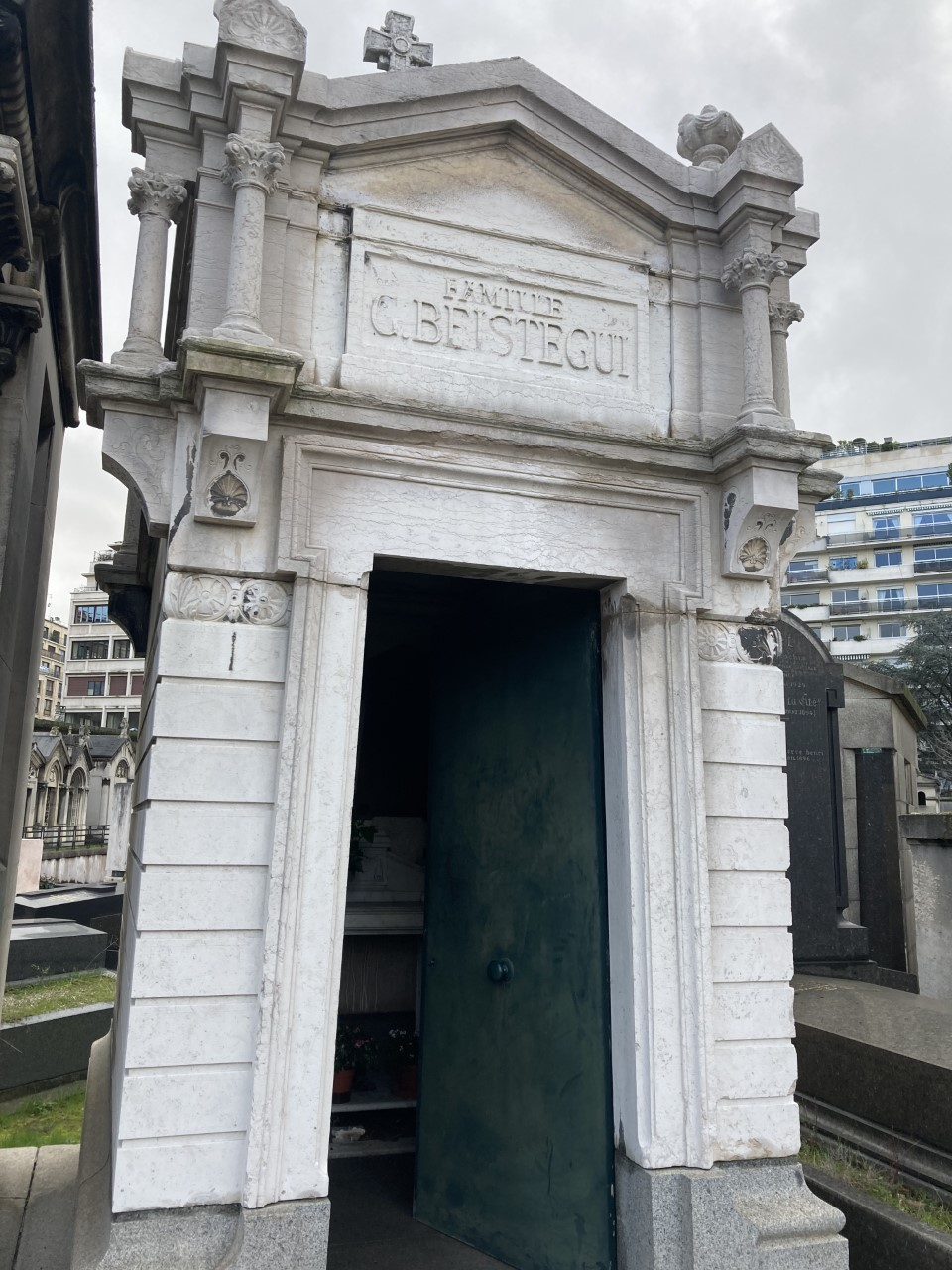
Chapelle de la famille Beistégui au cimetière de Passy, où il est inhumé.

Le faste de Charles de Beistegui et la théâtralisation de son mode de vie provoquèrent l'admiration, la fascination, l'envie, la rivalité et parfois les critiques venimeuses de ses contemporains.

« La vie même de Beistegui suscitait la jalousie. Il fallait voir les mères se battre, prêtes à prostituer leurs filles, pour se faire inviter à un bal au château. Ces bals fastueux se préparaient trois mois à l'avance. Comme B. n'avait aucun goût pour la cuisine, le menu était sacrifié. Mais on bouffait dans du vermeil. (...) un homme à femmes, très salace, très queutard (...) Sa richesse attirait, son faste éblouissait (...) On ne savait pas grand'chose de lui. L'origine de sa fortune, amassée au Mexique, restait mystérieuse, même pour des intimes comme Charles de Noailles. On n'en voyait que l'extérieur : un ravissant hôtel particulier, esplanade des Invalides, et le château de Groussay (...) Ce goût du faste entraînait chez lui une certaine prétention, que justifiait peut-être un physique de fort bel homme. Un goût commun des monnaies me rapprochait (de lui). Il en possédait une très belle collection, dont il a légué une partie au cabinet des monnaies de la Bibliothèque nationale. Chose curieuse, il était en même temps un faussaire. Il achetait par exemple une commode de cinquante millions. Aimant les pendants, il en faisait faire immédiatement la copie qui lui coûtait le double et il présentait les deux comme vraies (...) C'est un fait unique dans l'histoire : un collectionneur qui dépense une partie de sa fortune à faire exécuter des faux. Un étonnant ébéniste nommé Toulouse (ou Toudouze ?) travaillait pour Beistegui et aussi pour Arturo Lopez à longueur d'année. »

— Roger Peyrefitte

« Maniaque débordant d'énergie, Charles de Beistegui évite les simples reconstitutions exactes de styles et d'époques passées. Son imagination est si fertile que ses imitateurs ne réussissent jamais à le suivre ou à deviner la mode qu'il lancera le lendemain. Il est tellement plongé dans ses réalisations, soit dans la construction, soit dans la décoration d'intérieurs, qu'on se demande quand il prend le temps de goûter aux fruits de son génie. »

— Cecil Beaton

« M. Charles de Beistegui cherche, dans chacune de ses réalisations, à établir un rapport harmonieux entre l'architecture d'une pièce et son mobilier (...). Ainsi fait-il voisiner sans scrupule, dans son salon parisien, une table Louis XVI et des sièges Louis XV, et place-t-il un portrait du début du XVIIIe dans un cadre nettement postérieur (...). Le vrai et le faux se conjuguent pour ressusciter avant tout un style (...). Nulle volonté de reconstitution, mais une tentative originale pour fondre des éléments anciens et modernes dans l'harmonie précise et caractérisée conçue par le décorateur. »

— Anonyme

« Charles de Beistegui était l'essence même de la Café society : somptueuse façade dissimulant un certain vide intérieur. Mexicain, il se faisait passer, quand il le pouvait, pour espagnol. Roturier, il aimait que ses gondoliers l'appelassent Monsieur le Baron. Il résidait le plus clair de son temps dans les environs de Paris, au château de Groussay. Se plaisant à vivre dans un décor d'œuvres d'art uniques au monde que même sa fortune fabuleuse ne lui permettait pas d'acquérir, il n'hésitait pas à s'entourer de faux de grande qualité. « Les copies, se plaisait-il à préciser, me coûtent souvent plus cher que l'original » (...) Riche comme Crésus, il avait le sens de l'économie (...) il mourut à Groussay, seul et abandonné de tous, parmi une valetaille qui l'enterra, comme Louis XIV, presque à la sauvette »

— José Luis de Vilallonga

« En voyage, il était un tyran (...) À la fin de sa vie, à cause de cela, plus personne n'allait le voir. Seule Louise de Vilmorin alla le dorloter quelque temps, dans un espoir d'héritage, mais elle n'y put tenir. Paul Getty a eu une fin aussi triste. Comme une sorte de malédiction attachée à l'argent. »

— Roger Peyrefitte

### Ouvrages généraux
- Thomas Pennequin, Charles de Beistegui le prince des esthètes, 2023, Paris, Tallandier, 224 pages,  (ISBN 102104671X) ;* Cecil Beaton, The Glass of Fashion, Weidenfeld & Nicolson (London, 1954, et 2e éd. Cassell, London, 1954); traduit en français par Denise Bourdet sous le titre : Cinquante ans d'élégances et d'art de vivre, préface de Christian Dior (Amiot-Dumont, Paris, 1954);
- Jean-Louis de Faucigny-Lucinge, Fêtes mémorables, bals costumés, 1922-1972 (Herscher, Paris, 1986);  (ISBN 2-7335-0119-4)
- Patrick Mauriès, Alexandre Serebriakoff, portraitiste d'intérieurs, Franco Maria Ricci (FMR), 1990);  (ISBN 978-88-216-2038-6)
- Paul Morand,  Venises (Gallimard, 1971);
- Jean-Louis Remilleux, Groussay. Château, fabriques et familiers de Charles de Beistegui (Albin Michel, 2007);  (ISBN 2-226-15223-7) et  (ISBN 978-2-226-15223-7)
- Maurice Rheims, Haute Curiosité (Robert Laffont, Paris, 1975);  (ISBN 2-221-06294-9)
- José Luis de Vilallonga, Gold Gotha (Seuil, Paris, 1972);  (ISBN 978-2-02-002103-6)

### Articles
(dans l’ordre des dates de parution)
- Roger Baschet, « À la recherche d'un décor nouveau », (interview de Charles de Beisegui) (Plaisir de France no 18, mars 1936, p. 26-29);
- « The Chateau de Groussay : The talk of the artistic world of Paris in the country house of M. Charles de Beistegui shown in paintings by Serebriakoff » (Harper's Bazaar, juillet 1946);
- « Entretien avec Charles de Beistegui » (Connaissance des arts no 3, mai 1952, p. 10-13, article non signé comme souvent à cette époque);
- Collectif, « Le nouveau théâtre de M. Charles de Beistegui à Groussay » (Connaissance des arts, no 59, janvier 1957);
- Éveline Schlumberger, « Visite d'adieu au Palais Labia. Tableaux autour de Tiepolo » (Connaissance des Arts, no 143, janvier 1964, p. 34-55);
- Éveline Schlumberger, « Adieux à Charles de Beistegui » et « Une vue idéale du parc de Groussay » (Connaissance des Arts, no 218, avril 1970, p. 88-97);
- Pierre Saddy, « Le Corbusier chez les riches : l’appartement Charles de Beistegui », (Architecture Mouvement Continuité (AMC), no 49, septembre 1979, p. 57-70);
- Jean-Louis Gaillemin, « Groussay, classé monument historique », (Connaissance des arts, no 534, décembre 1996, p. 50-57);
- Isabelle de Wavrin, « Un château français chez Sotheby's », (Beaux-Arts no 163, décembre 1997, p. 23);
- Michel Desforges, « Un aristocrate du goût », (Résidences no 19, décembre 1997 / janvier 1998, p. 14);
- François Baudot, « Le château dont le prince était un esthète », Elle Décoration no 81, août 1998, p. 87
- Céline Lefranc, « Juan de Beistegui : À propos de Groussay », (Connaissance des arts no 559, mars 1999, p. 52);
- Catherine Bedel, « Une première pour Sotheby's », (Le Monde, 21 mai 1999);
- Emmanuel de Roux, « Sotheby's convoque le monde et la ville au château de Groussay » (Le Monde, 2 juin 1999);
- Gilles-François Picard, « Rare et cher : variations sur le « goût Beistegui », (La Gazette de l'Hôtel Drouot, n° 21, 11 juin 1999 );
- Pierre de Lagarde, « La triste fin de Groussay », (Vieilles Maisons françaises, n° 179, octobre 1999 );
- Élisabeth Védrenne, « Étude d’une œuvre : Groussay et ses fabriques de fantaisie », (Connaissance des arts jardins, n° 5, hors-série, mai 2008, p. 59 );
- Lucile Oliver, « Le château de Groussay remis en scène », (Art et décoration, n° 451, mai 2009, p. 70-79 ).
- Édouard Rolland, « L'appartement Beistegui ( 1929-1938) par Le Corbusier et Pierre Jeanneret, ou la rencontre entre architecture puriste et décoration surréaliste », dans Aménagement intérieur et cohabitation des styles aux époques modernes et contemporaines (actes de la journée tenue à Paris le 19 mars 2018 à l’Institut national d’histoire de l’art), université Paris 1 Panthéon-Sorbonne - Centre de recherche HiCSA, novembre 2018 (lire en ligne), p. 127-145

## Filmographie
- Patrick Mimouni : Don Carlos de Beistegui, documentaire, 1989
- Patrick Mimouni : À Groussay, documentaire, 1998
- France 5, 2006, film de la série « Le Bal du siècle » produite par Jean-Louis Remilleux, « Charles de Beistegui », extrait de la vidéo